# L'éclipse twist/Chuhuahua
L'éclipse twist/Chuhuahua è un 45 giri della cantante italiana Mina, pubblicato per il mercato tedesco dalla Polydor nel 1962.

## Tracce
Lato A
1. L'éclipse twist – 2:53 (musica: Giovanni Fusco) – 1962

Lato B
1. Chuhuahua <Ciuaua> – 2:12 (testo: Giorgio Calabrese[lingua ?] – musica: Antonia Bertocchi, Mansueto De Ponti) – 1962

## Curiosità
L'éclipse twist, versione in francese di Eclisse twist (non è noto l'autore del testo), è tratto dalla colonna sonora del film L'eclisse di Michelangelo Antonioni, con Monica Vitti e Alain Delon.

Il titolo del film in Germania è "Liebe 1962".
Il secondo brano è la versione in ???? di Chihuahua.

## Versioni Tracce
- L'éclipse twist

originale in italiano Eclisse twist, vedi Renato, Renato/Eclisse twist
- Chuhuahua <Ciuaua>

originale in italiano Chihuahua, vedi Renato, Chihuahua/Vola vola da me